# انل گرین پاور
انل گرین پاور (به انگلیسی: Enel Green Power) شرکت برق ایتالیایی است، که در زمینه تولید و توزیع انرژی خورشیدی، زمین‌گرمایی، بادی و برق‌آبی فعالیت می‌کند. دفتر مرکزی این شرکت در شهر رم، ایتالیا قرار دارد و در ۲۷ کشور جهان فعال می‌باشد. شرکت انل گرین پاور با ظرفیتی بالغ بر ۵۰٬۸ گیگاوات که از طریق بیش از ۱۲۰۰ سامانه تولید می‌گردد، مهم‌ترین تأمین کننده انرژی پاک در جهان محسوب می‌شود. مقدار تولید سالانه این شرکت ۱۰۰ تراوات‌ساعت است که انرژی مورد نیاز حدود ۲۰۰ میلیون خانواده در سراسر جهان را تامین می‌کند.

## تاریخچه
شرکت انل گرین پاور در اول دسامبر سال ۲۰۰۸ به منظور تمرکز فعالیت‌های انل در زمینه تولید انرژی از منابع تجدیدپذیر تأسیس گردید.
پس از تأسیس، فعالیت‌های مرتبط با تجدید انرژی در داخل کشور ایتالیا که تا آن زمان بر عهده شرکت سهامی Enel produzione بود و نیز امور مربوط به Enel Investment Holdingکه در خارج از این کشور (Enel Latin America BV, Enel Erelis, Endesa) به مرحله اجرا گذارده می‌شدند، به این شرکت محول گردید. Francesco Renda e Francesco Ricciuti, (2010). Tra economia e politica: l'internazionalizzazione di Finmeccanica, Eni ed Enel. Firenze: Firenze University Press.{{cite book}}:  نگهداری CS1: نقطه‌گذاری اضافه (link)
در سال ۲۰۱۰ هیت‌های مدیره شرکت‌های اِندسا و انل تصمیم به افزایش فعالیت‌های اندسا و انل گرین پاور گرفته و این فعالیت‌ها را به انرژی‌های تجدیدپذیر در کشورهای اسپانیا و پرتغال اختصاص دادند.
بین سال‌های ۲۰۱۱ و ۲۰۱۲ شرکت انل گرین پاور فعالیت‌های خود را در زمینه انرژی بادی در قاره آمریکا گسترش داد. در کشور برزیل، نخستین سری تأسیساتی که از انرژی بادی تأمین می‌شدند، در شهر باهیا با ظرفیتی معادل ۳۰ مگاوات در سامانه کریستالاحداث شد و به همین ترتیب نیروگاه‌هایی در ایالات متحده آمریکا، در اکلاهما (Rocky Ridge) با ظرفیتی معادل ۱۵ مگاوات و کانساس (Caney River) با ظرفیتی برابر با ۲۰۰ مگاوات راه اندازی شد. در سال ۲۰۱۲ مرکز نیروی برق آبی پالو ویخو (Palo Viejo) در گوآتمالا با ظرفیت ۸۵ مگاوات افتتاح گردید. بین سال‌های ۲۰۱۳ و ۲۰۱۵ در کنار گسترش فعالیت‌های بازرگانی، در داخل شرکت انل گرین پاور تغییرات نوینی بر پایه توسعه پایدار: «خلق ارزش مشترک (CSV)» به وجود آمد که طراحی آن به سال ۲۰۱۱ و توسط مارک پورتر و مارک کرامر بر می‌گردد. در این طرح، پایایی بنیان هر انتخاب و رویکرد استراتژیک در زمینه‌های طراحی، ساخت و اداره سامانه‌ها قلمداد می‌شود. لازمه هریک از این مراحل توجه خاص به محیط زیست، استفاده منطقی از منابع، ترویج سلامتی و امنیت در محل کار، اقتصاد در گردش و همچنین ایجاد موقعیت‌های جدید در راستای توسعه است.
در پایان سال ۲۰۱۵ شرکت انل گرین پاور با حضور خود در ۲۳ کشور به اداره ۱۱ گیگاوات ظرفیت احداث شده و تولید ۳۳ تراوات ساعت انرژی پرداخته است.
توسعه پایدار به یکی از الویت‌های مجمع سازمان ملل مبدل شد، تابدانجا که در سال ۲۰۱۶، ۱۷ هدف توسعه پایا (Sustainable Development Goals, SDGs) جهت دست یابی تا سال ۲۰۳۰ تعیین گردید. شرکت انل گرین پاور که از سال ۲۰۱۶ الی ۲۰۱۸ در بخش انرژی تجدید پذیر در سطح بین‌المللی در صدر جدول قرار گرفت، به دعوت سازمان ملل پاسخ داده و اهداف توسعه پایا را به استراتژی‌های صنعتی خود افزود و تمامی تلاش خود را به کار گرفت تا به اهداف مربوط به کیفت آموزش (SDG 4)، انرژی پاکیزه و از لحاظ اقتصادی قابل دسترس (SDG 7)، شرافت کاری و رشد اقتصادی (SDG 8) و مبارزه با تغییرات جوی (SDG 13) دست یابد. این پروژه‌ها تنها نمونه ای از مجموعه فعالیت‌های این شرکت در کنار ساخت مراکز مختلف محسوب می‌شوند، از جمله این مراکز: در اتیوپی (متهارا ۱۰۰ مگاوات)، استرالیا (بونگالا سولار)، آمریکای جنوبی تأسیس پارک انرژی بادی وایرا (Wayra I)، آغاز کار نیروگاه خورشیدی روبی (Rubì) در کشور پرو، افتتاح نیروگاه هیدروالکتریکی ال کانادا (El Canadà) در گواتمالا، سیلیتو لیندو(cielito lindo) در مکزیک که امکان اتصال این شرکت به شبکه ای بالغ بر ۱ گیگاوات ظرفیت نوین فتوولتایک را فراهم آورد. همچنان در مکزیک پارک‌های انرژی بادی آمیستاد با ظرفیت (Amistad) 220 مگاوات، آمیستاد دو (Amistad II) 100 مگاوات و سالیتریلوس (۱۰۳ مگاوات). بخش مرکزی آمریکا یکی از نمونه‌های اجرای مدل (Build, Sell, Operate) به‌شمار می‌آید که برای شرکت انل امکانی را فراهم می‌آورد تا از میزان بدهی‌ها کاسته و ضمن اداره عملکرد سامانه‌ها به تولید ارزش بپردازد.
در سال‌های آتی اهداف روبه رشد به‌طور خاص بر روی بازارهای کاملاً جا افتاده که انل گرین پاور در آن‌ها حضور چشمگیر دارد و نیز بازارهای کلیدی نوین که توان تجدید پذیری غیرقابل تصوری دارند، همانند کانادا، استرالیا و هند، متمرکز خواهند بود.

## فعالیت‌های تولیدی
شرکت انل گرین پاور در ماه مارس سال ۲۰۲۰ با حدود ۱۲۰۰ نیروگاه در ۵ قاره جهان (اروپا، آسیا، آفریقا، اقیانوسیه) و ۲۷ کشور (در حال فعالیت: ایتالیا، اسپانیا، یونان، رومانی، بلغارستان، ایالات متحده آمریکا، کانادا، مکزیک، آرژانتین، برزیل، شیلی، کلمبیا، کاستاریکا، گواتمالا، پاناما، پرو، مراکش، آفریقای جنوبی، زامبیا، استرالیا، هند. در حال گسترش: پرتغال، اتیوپی، کنیا، اندونزی، سنگاپور. در حال ساخت: روسیه) حضور دارد. تولیدات این شرکت با مجموع ظرفیتی حدود ۵۰٬۸ گیگاوات، شامل انرژی آبی، زمین گرمایی، بادی، خورشیدی، زیست توده و دریایی می‌شود.
شرکت انل گرین پاور از سال ۲۰۱۳ طبق الگوی خلق ارزش مشترک، راهبردی را بر پایه افزودن پایداری در فرایند زنجیره ارزش تجارت به مرحله اجرا درآورد. این الگو به دو بخش تقسیم می‌شود. یک، تعریف حوزه‌هایی که در راستای اهداف شرکت هستند. دو، ایجاد امکانات لازم برای شرکت و محیط مربوطه. هدف این تلاش ایجاد تجارتی پایدار است. شرکت انل گرین پاور جهت اجرای این الگو ضمن آنالیز شرایط اقتصادی، اجتماعی، زیست‌محیطی و فرهنگی فعالیت خود را از مرحله گسترش تجارت آغاز کرده و با اجرای الگوی کارگاه پایدار و پیش‌بینی پیامدها و کاهش آن‌ها از طریق راه حل طراحی پایا با مرحله مهندسی و ساخت پیش می‌رود و در نهایت در مرحله اجرا و تعمیرات، بر روی فراهم نمودن امکان کار و عوامل مؤثر در افزایش بازدهی نیروگاه‌ها متمرکز می‌شود از سال ۲۰۱۶ در پی انتشار ۱۷ هدف توسعه پایا توسط مجمع سازمان ملل متحد (Sustainable Development Goals, SDGs) که دست یابی به آن‌ها تا سال ۲۰۳۰ الزامی است، شرکت انل گرین پاور این اهداف هفده‌گانه را در کنار الگوی CSV به دستور کار خود افزوده است. از طریق ۴۶ نیروگاه، حدود ۵۰٬۸ گیگاوات کل انرژی تجدیدپذیر را مدیریت می‌نماید (این میزان در قیاس با سال ۲۰۱۹ افزایشی معادل ۲٫۵٪+ داشته است). تلاش بر این است تا سال ۲۰۳۰ این میزان به ۱۴۵ گیگاوات ارتقا یابد. بین سالهای ۲۰۲۰ و 2021 Enel Green Power پروژه‌هایی را برای توسعه هیدروژن سبز آغاز کرد.

## توان الکتریکی
|           | خورشیدی | بادی  | آبی   | زمین گرمایی | مجموع x فناوری |
| --------- | ------- | ----- | ----- | ----------- | -------------- |
| اروپا     | ۰٬۷۸    | ۴٬۱۷  | ۱۷٬۲۰ | ۰٬۷۷        | ۲۲٬۹۷          |
| آمریکا    | ۵٬۱۶    | ۱۰٬۲۴ | ۱۰٬۶۳ | ۰٬۱۴        | ۲۶٬۱۷          |
| آفریقا    | ۰٬۳۵    | ۰٬۸۵  |       |             | ۱٬۲۰           |
| اقیانوسیه | ۰٬۳۱    |       |       |             | ۰٬۳۱           |
| آسیا      |         | ۰٬۱۷  |       |             | ۰٬۱۷           |
| جمع کل    | ۶٬۶۰    | ۱۵٬۴۳ | ۲۷٬۸۳ | ۰٬۹۱        | ۵۰٬۸           |

داده‌ها تا ۳۰ سپتامبر ۲۰۲۱ به‌روزرسانی شدند

## مدیران ارشد
مدیران عامل
- فرانچسکو استاراس ۱۷ سپتامبر ۲۰۰۸–۲۹ مه ۲۰۱۴
- فرانچسکو ونتورینی ۳۰ مه ۲۰۱۴–۲۷ آوریل ۲۰۱۷
- آنتونیو کامیسیکرا ۲۸ آوریل ۲۰۱۷–۳۰ سپتامبر ۲۰۲۰
- سالواتوره برنابئی از ۱ اکتبر ۲۰۲۰